# Marta Zurro
Marta Zurro Alfonso (Madrid, 1º novembre 1980) è un'ex cestista spagnola.
Alta 186 cm per 79 kg, giocava come centro.

## Carriera
Con la Spagna ha disputato i Campionati mondiali del 2002 e due edizioni dei Campionati europei (2001, 2007).